# León (Spanje)
De stad León is een gemeente en de hoofdstad van de provincie León in de autonome gemeenschap van Castilië en León, in het noordwesten van Spanje. León ligt op 841 meter hoogte op de Spaanse Hoogvlakte en is met 136.414 inwoners de grootste stad van de provincie, die ongeveer een half miljoen inwoners telt. Stad en ommelanden samen hebben zo'n 200.000 inwoners.
León is bekend om zijn gotische kathedraal de Santa María de Regla en andere monumentale gebouwen, waaronder de romaanse Real Colegiata Basilica de San Isidoro, het Casa Botines (van de architect Antoni Gaudí); en het in plateresco-stijl gebouwde Convento de San Marcos.
León is ook bekend om zijn traditionele "fiestas", zoals Pasen. De Leonese processies zijn officieel uitgeroepen tot Internationale Bezienswaardigheid, en heel wat mensen uit binnen- en buitenland bezoeken León met Pasen om die te bewonderen.

## Geschiedenis
León werd gesticht in de 1e eeuw v.Chr. door het Romeinse legioen Legio VI Victrix. In 68 n.Chr. richtte de Legio VII Gemina een vast legerkamp op dat later de oorsprong van de stad werd. Haar moderne naam komt uit het Latijnse Legio VII Gemina voort, van het door Galba (tussen de Iberiërs) gerekruteerde Romeinse legioen, dat vast gevestigd was op de huidige locatie van de stad, om de omgeving tegen de wilde bewoners van de bergen uit Asturië en Cantabrië te beschermen. Het beschermen van het goud dat in de provincie (streek van Las Médulas) voor Rome gewonnen werd was ook een belangrijke taak van dit legioen. Tacitus geeft dit legioen de bijnaam Galbiana, om het verschil met de oude Legio VII Claudia duidelijk te maken, maar deze naam is niet terug te vinden in de oude teksten. Het legioen kreeg de naam Gemina vanwege de door Vespasianus uitgevoerde vermenging met een van de Germaanse legioenen, waarschijnlijk de Legio I Germanica. De volledige naam was Legio VII Gemina Felix.
De geschiedenis van de stad na het Romeinse Keizerrijk komt in het algemeen overeen met die van het Koninkrijk León. Het kamp van het legioen in Asturië groeide uit tot een belangrijke stad, die de aanvallen van de Visigoten (West-Goten) weerstond tot 586 n.Chr. In dat jaar werd de stad door Leovigild veroverd. León was een van de weinige steden die van de Visigoten haar fortificaties mocht behouden. Hetzelfde fort dat de Romeinen hadden opgericht om de vlakte te beschermen tegen de inwoners van de bergen werd tijdens de gevechten tegen de Moorse overweldigers een post om de bergen te beschermen, als laatste toevlucht van de Spaanse onafhankelijkheid. Toch viel de stad in handen van de Moren bij de eerste aanval in 712, en het werd pas teruggewonnen door Ordoño I van Asturië in 850.
Rond 846 probeerde een groep mozaraben (christenen die niet gevlucht waren voor de Moren en dus nog in het Moorse gedeelte van Iberia woonden) de stad opnieuw te bewonen, maar een Moorse aanval deed hun poging mislukken. In 856, onder de christelijke koning Ordoño I, werd een nieuwe poging ondernomen om de stad te bevolken, die deze keer wel succesvol bleek. Ordoño II van León maakte van León de hoofdstad van zijn Koninkrijk Asturië, dat (in 914) hernoemd werd tot Koninkrijk León, en León werd de belangrijkste stad in het christelijke gedeelte van Iberia.
León werd door Al-Mansoer in 987 geplunderd, en daarna herbouwd en herbevolkt door Alfonso V, die een fuero (een soort lokale grondwet) voor de stad in 1017 regelde, waardoor het economische leven (inclusief de marktwerking) gereguleerd werd. León was ook een belangrijke halte voor pelgrims in de route naar Santiago de Compostella. De buitenwijken voor handel en ambachten groeiden snel en na de 13e eeuw begonnen deze invloedrijk te worden in de gemeente. León werd een voorspoedige stad tijdens de Vroege Middeleeuwen, dankzij de vee-industrie. In de 16e eeuw begon de stad economisch en demografisch af te nemen, en die trend zette zich voort tot de 19e eeuw. In juli 1936, aan het begin van de Spaanse Burgeroorlog, raakte León in de macht van de fascistische rebellen die uiteindelijk zouden winnen in 1939.
De opmerkelijke immigratie van bewoners van het platteland naar de stad zorgde vanaf de jaren 60 voor een grote groei van de stad.
Sinds 1983 maakt León deel uit van de autonome gemeenschap van Castilië en León. Er bestaat een kleine politieke beweging die de creatie van een Leonese autonome gemeenschap met de provincies Salamanca, León en Zamora nastreeft, die volgens de traditie de Leonese Regio vormden.

## Demografische ontwikkeling
Bron: INE; 1857-2011: volkstellingen
Opm: Bevolkingscijfers in duizendtallen; aanhechting van Armunia (1970)

## Erfgoed en gastronomie
De voornaamste trekpleister van León is de gotische kathedraal Santa María de Regla, met haar indrukwekkende glas-in-loodramen.
Andere monumentale gebouwen zijn:
- De romaanse Real Colegiata Basilica de San Isidoro, waar het Koninklijke Panteon zich bevindt, een mausoleum waar de leden van de Koninklijke Familie van het middeleeuwse Koninkrijk León zijn begraven. San Isidoro heeft ook waardevolle schatten en een van de waardevolste collecties van romaanse schilderijen ter wereld.
- Het neogotische Casa Botines, een vroeg werk van de Catalaanse architect Antoni Gaudí. Het was het hoofdkantoor van Caja España, een Spaanse bank, maar is sinds 2017 een museum.
- Convento de San Marcos, oorspronkelijk de hoofdzetel van de militaire Santiago-orde, werd in de 16e eeuw gebouwd en heeft een opmerkelijke plateresco-façade.
- Het paleis Palacio de los Guzmanes, hoofdzetel van het provinciale parlement, met een indrukwekkende patio in plateresco-stijl.
- Het MUSAC, het Museum van Moderne Kunst van Castilië en León.

In de oudste wijk van de stad zijn nog delen van de middeleeuwse stadswal te bewonderen en enkele restanten van de oorspronkelijke Romeinse wal. Andere trekpleisters zijn de Barrio Húmedo (stap- en feestgebied) en de Plaza del Grano (Graanplein).

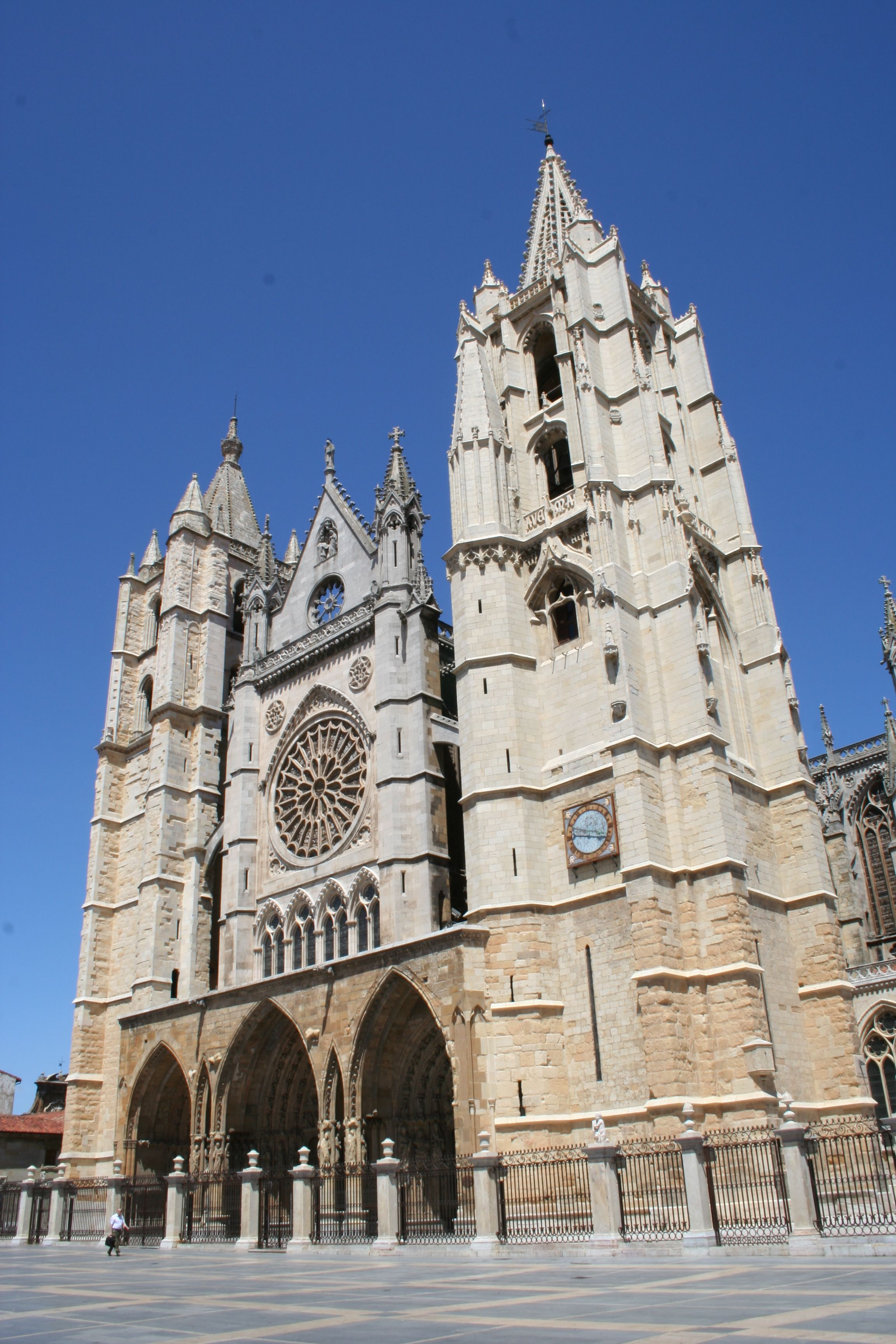
Catedral de León
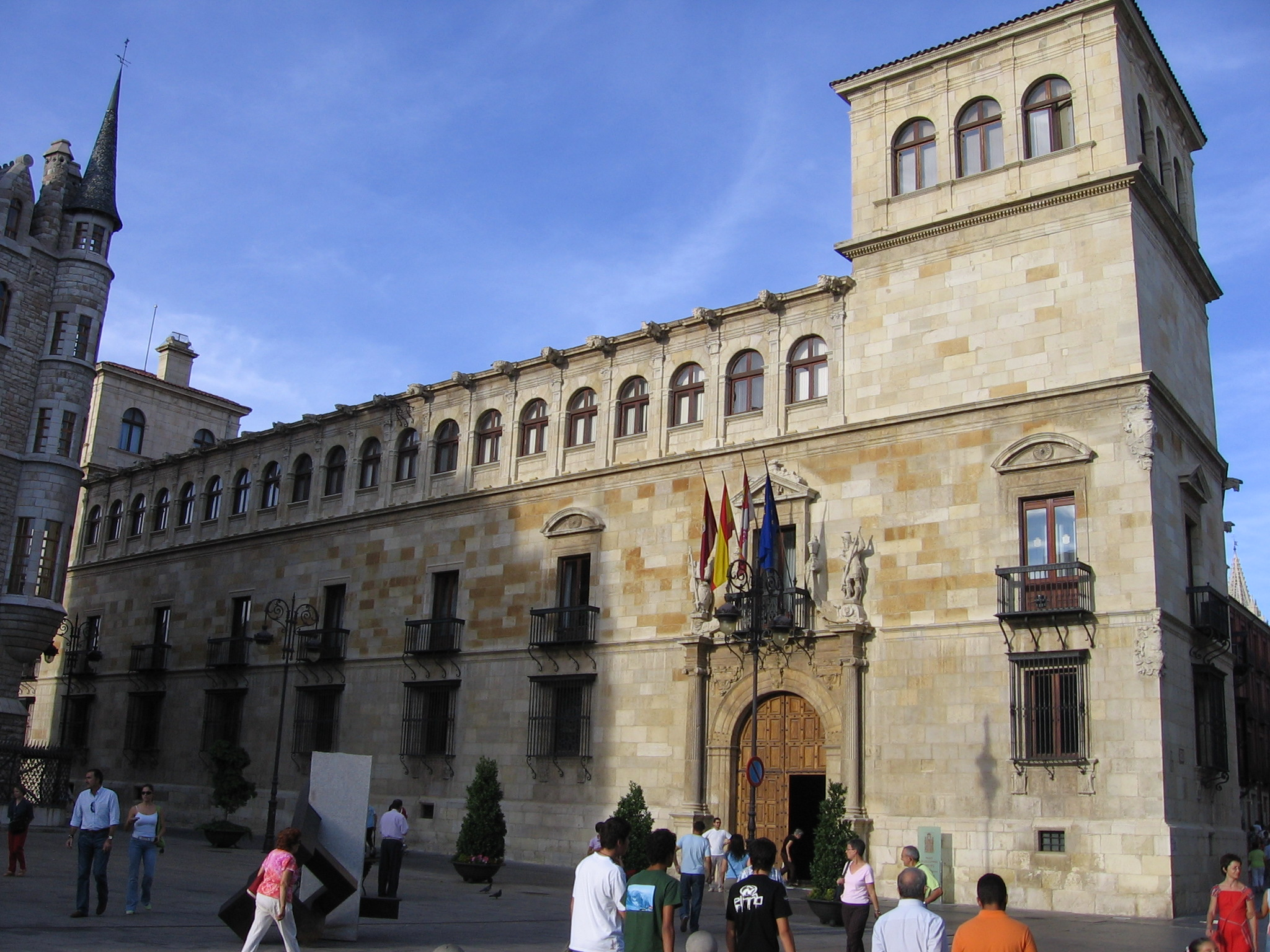
Palacio de los Guzmanes
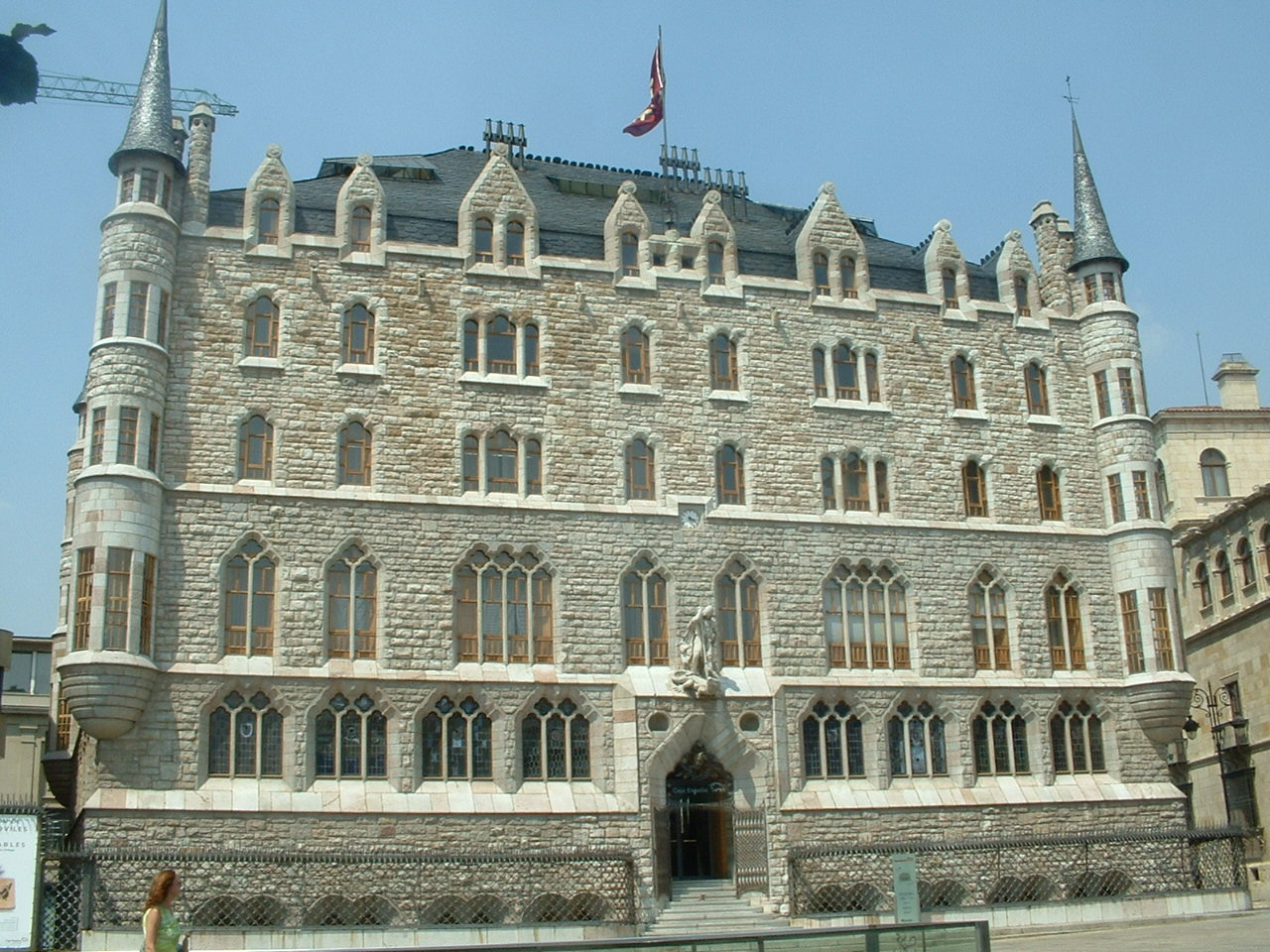
Casa Botines
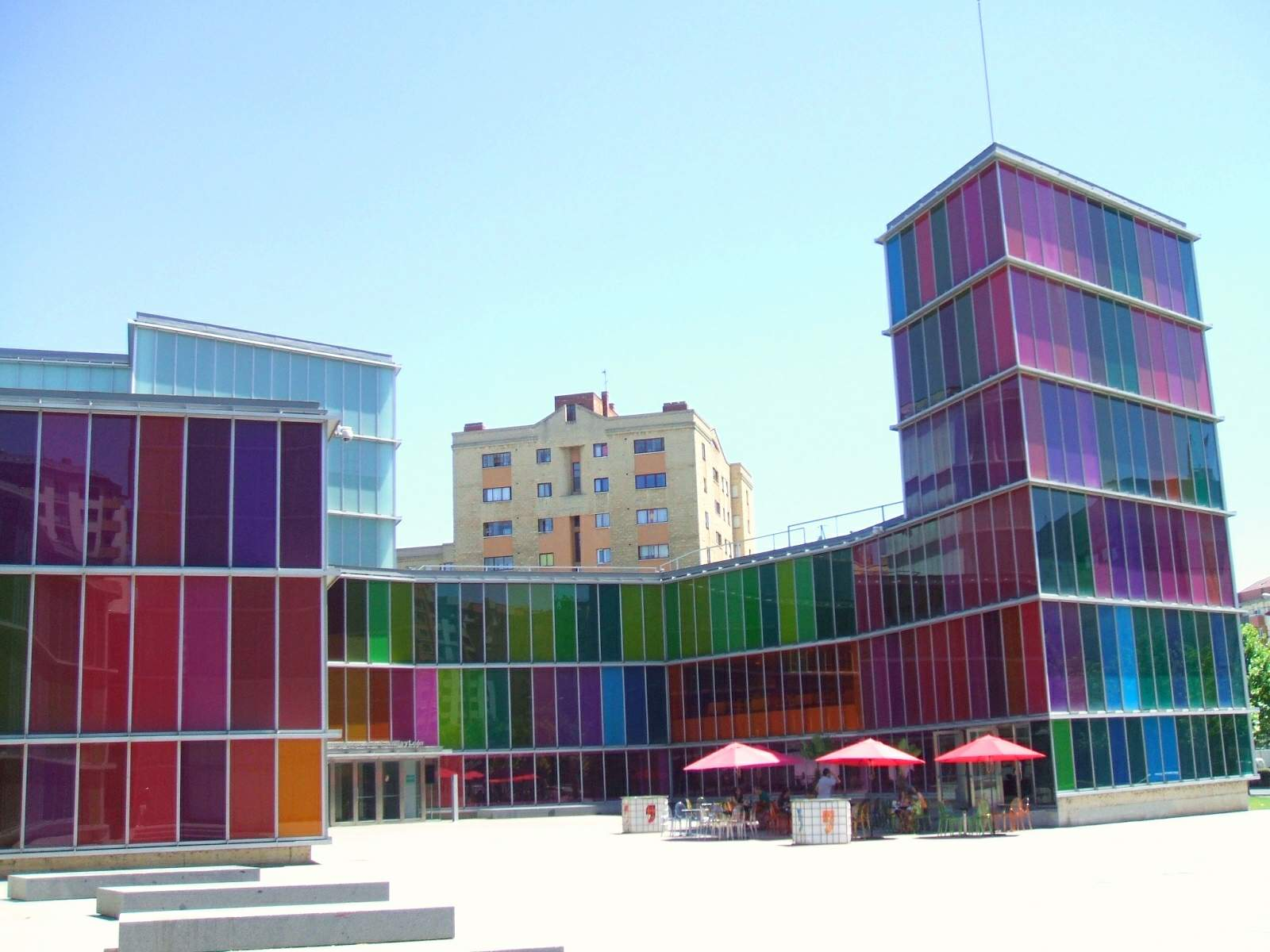
Het MUSAC

### Folklore en gewoontes
Van de Leonese gewoontes is Semana Santa (Pasen) de indrukwekkendste, met veel processies door de binnenstad.
Naast Pasen kan men eveneens genieten van de heidense processie voor de begrafenis van Genarín. Genarín (Genaro Blanco y Blanco) was een arme en zeer bekende  bontwerker en levensgenieter die overreden werd door de eerste vuilniswagen van de stad. De processie is een tocht door de stad met veel orujo (een likeur op basis van druiven) tot aan de kant van de stadswal waar Genarín vermoedelijk is overleden. Daar laat men wat kaas, een fles orujo en twee sinaasappels achter te zijner ere.

### Gastronomie
De hele provincie León heeft een breed assortiment aan specialiteiten, onder andere: cecina (gedroogd gerookt rundvlees), morcilla (een soort zachte bloedworst), botillo (stukken droog gemarineerd varkensvlees in een varkensmaag, wordt gegeten met veel groentes), knoflooksoep, en cocido leonés (een stevig mengsel van verschillende soorten vlees met groenten en kikkererwten, altijd gegeten na een groente-vermicellisoep). Bij de zoetigheden kunnen de volgende lekkernijen genoemd worden: mantecadas (een specialiteit van het nabijgelegen Astorga), huesos de santo (alleen op 1 november, Todos los Santos, een dag ter herinnering van alle dode familieleden en vrienden), nicanores de Boñar en veel meer.
Zeer belangrijk in León zijn de "tapas". Die krijgt iedereen gratis bij elke drank in bijna alle bars van de stad. Het is gebruikelijk om "de tapas" te gaan: uitgaan rond lunchtijd of 's avonds om wat te drinken (bijvoorbeeld "un corto", een zeer klein biertje; of "una caña", een biertje; of een wijntje) en de tapas als lunch of avondmaaltijd te nuttigen.

## Bestuur
De resultaten van de laatste gemeenteverkiezingen (22 mei 2011) waren als volgt:
- Partido Popular (44,61% van de stemmen, 15 raadsleden)
- Partido Socialista Obrero Español (30,99% en 10 raadsleden)
- Unión del Pueblo Leonés (6,88% en 2 raadsleden)

De huidige burgemeester is Emilio Gutiérrez Fernández van de Partido Popular.

## Treinen

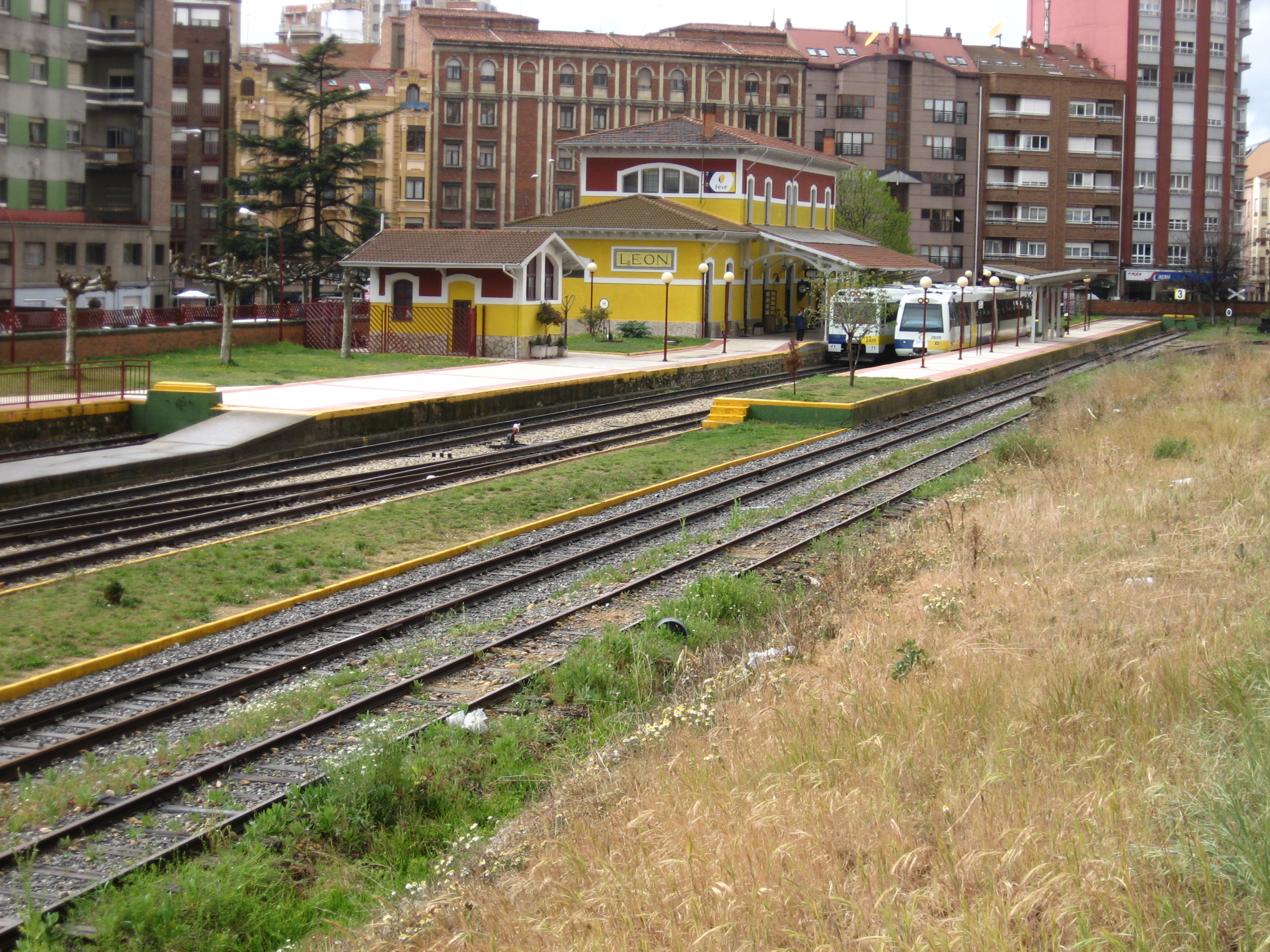
FEVE-station in de stad

De stad is een spoorknooppunt vanwaar de RENFE-lijn uit Madrid zich splitst in een lijn naar Oviedo, Gijon en een lijn naar Ourense, Vigo, La Coruña en Ferrol. Oorspronkelijk reden de treinen door, maar de lokale overheid wenste een drukke overweg af te schaffen en het spoorgebied te bebouwen. Met de komst van de hogesnelheidslijnen werd het spoorstation naar het zuiden verplaatst en werd het station een kopstation. Ten zuiden van de stad werd een spoortraject aangelegd zodat een verbinding naar het noorden en westen mogelijk werd. Dit had tot gevolg dat doorgaande hogesnelheidstreinen veel tijd verloren met het kop maken en het buitenom rijden van de stad León. Uiteindelijk is een spoortunnel op het opgeheven traject gebouwd zodat de treinen weer konden doorrijden. Vanuit Madrid gezien is León het voorlopig eindpunt van hogesnelheidslijn. De meeste hogesnelheidstreinen eindigen bij de kopsporen het station León. Doorgaande hogesnelheidstreinen worden iets ten zuiden van de splitsing (Bifurcación) Rio Bernasga omgespoord van breedspoor naar normaalspoor en omgekeerd. Deze treinen stoppen dan aan het eilandperron in de spoortunnel.
De stad is ook het eindpunt van de lange metersporige FEVE-lijn uit Bilbao, die zijn eigen station heeft. Deze FEVE lijn is ingekort tot aan de rand van de stad, de halte Asunción/Universidad. Er zijn plannen om het stadstraject te integreren in een tramproject. De verbouwing is in 2018 klaar, maar rijden nog steeds geen treinen op het stadstraject. In beide richtingen rijdt er maar een trein per dag op de hele lijn. Er is echter wel voorstadverkeer tot Guardo.

## Sport
Cultural Leonesa is de professionele voetbalclub van León en speelt in het Estadio Municipal Reino de León. De club speelde één seizoen op het hoogste Spaanse niveau, de Primera División.

## Geboren in León
- Aurelius van Asturië (740-774), koning van Asturië
- Urraca van Castilië en León (1082-1126), koningin van Castilië en León
- Buenaventura Durruti (1896-1936), anarchist
- Saturnino de la Fuente Garcia (1909-2022), supereeuweling; oudste erkende man van Europa respectievelijk ter wereld
- Amancio Ortega Gaona (1936), designer en ondernemer (Zara, Massimo Dutti e.a.)
- Manuel Martínez (1974), kogelstoter
- Carolina Rodiriguez (1986), ritmisch gymnaste